# Survivor Series (2008)
Survivor Series 2008 est le vingt-deuxième Survivor Series, pay-per-view annuel de catch produit par la World Wrestling Entertainment et s'est déroulé le 23 novembre 2008 au TD Banknorth Garden de Boston dans le Massachusetts. La musique officielle est Spoilin' for a Fight par AC/DC.

## Résultats
| #                                                                | Match | Stipulation                                             | Durée |
| ---------------------------------------------------------------- | --- | ------------------------------------------------------- | ----- |
| Dark                                                             | The Brian Kendrick bat Kung Fu Naki | Match Simple                                            | 3:27  |
| 1                                                                | Team Michaels (Shawn Michaels, JTG, Rey Mysterio, Shad et The Great Khali (w/Ranjin Singh)) bat Team JBL (JBL, John Morrison, Kane, MVP et The Miz)                                                | 10-man Elimination Tag Team Match                       | 18:13 |
| 2                                                                | Team Raw (Beth Phoenix (w/ Santino Marella), Candice Michelle, Kelly Kelly, Jillian Hall et Mickie James) bat Team SmackDown (Michelle McCool, Maria, Maryse, Natalya et Victoria)                 | 10-Divas Elimination Tag Team Match                     | 9:39  |
| 3                                                                | The Undertaker bat The Big Show | Casket Match                                            | 12:45 |
| 4                                                                | Team Orton (Randy Orton, Cody Rhodes (w/Manu), Mark Henry (w/Tony Atlas), Shelton Benjamin et William Regal (w/Layla El) bat Team Batista (Batista, CM Punk, Kofi Kingston, Matt Hardy et R-Truth) | 10-man Elimination Tag Team Match                       | 16:13 |
| 5                                                                | Edge bat Triple H (c) et Vladimir Kozlov | Triple Threat Match pour le WWE Championship            | 14:22 |
| 6                                                                | John Cena bat Chris Jericho (c) | Match Simple pour le WWE World Heavyweight Championship | 21:19 |
| (c) désigne le(s) champion(s) défendant son titre dans le match. | |                                                         |       |

### Détails des Survivor Series match
- Team Michaels  (Shawn Michaels, JTG, Rey Mysterio, Shad, The Great Khali (w/Ranjin Singh)) def. Team JBL (JBL, John Morrison, Kane, MVP., The Miz)

| Élimination  | Catcheur                                                       | Équipe                                                         | Éliminé par                                                    | Manière                                                        | Temps                                                          |
| ------------ | -------------------------------------------------------------- | -------------------------------------------------------------- | -------------------------------------------------------------- | -------------------------------------------------------------- | -------------------------------------------------------------- |
| 1            | JTG                                                            | Team Michaels                                                  | MVP                                                            | Player’s Boot                                                  | 1:41                                                           |
| 2            | MVP                                                            | Team JBL                                                       | The Great Khali                                                | Giant Chop                                                     | 1:54                                                           |
| 3            | Kane                                                           | Team JBL                                                       | Rey Mysterio                                                   | Splash                                                         | 3:26                                                           |
| 4            | Shad                                                           | Team Michaels                                                  | The Miz                                                        | Reality Check                                                  | 6:30                                                           |
| 5            | The Miz                                                        | Team JBL                                                       | Rey Mysterio                                                   | 619                                                            | 11:45                                                          |
| 6            | JBL                                                            | Team JBL                                                       | Personne                                                       | Décompte extérieur                                             | 17:57                                                          |
| 7            | John Morrison                                                  | Team JBL                                                       | Shawn Michaels                                                 | Sweet Chin Music                                               | 18:13                                                          |
| Survivants : | Shawn Michaels, Rey Mysterio & The Great Khali (Team Michaels) | Shawn Michaels, Rey Mysterio & The Great Khali (Team Michaels) | Shawn Michaels, Rey Mysterio & The Great Khali (Team Michaels) | Shawn Michaels, Rey Mysterio & The Great Khali (Team Michaels) | Shawn Michaels, Rey Mysterio & The Great Khali (Team Michaels) |
- Team Raw  (Beth Phoenix (w/ Santino Marella), Candice Michelle, Kelly Kelly, Jillian Hall, Mickie James) def. Team SmackDown (Michelle McCool, Maria, Maryse, Natalya, Victoria)

| Élimination  | Catcheuse               | Équipe                  | Éliminée par            | Manière                         | Temps                   |
| ------------ | ----------------------- | ----------------------- | ----------------------- | ------------------------------- | ----------------------- |
| 1            | Victoria                | Team SmackDown          | Kelly Kelly             | Hurracanrana Pin                | 2:54                    |
| 2            | Kelly Kelly             | Team Raw                | Maryse                  | Sprinning Backbreaker           | 3:23                    |
| 3            | Michelle McCool         | Team SmackDown          | Mickie James            | Mickie DDT                      | 5:07                    |
| 4            | Mickie James            | Team Raw                | Maryse                  | Roll up                         | 5:26                    |
| 5            | Natalya                 | Team SmackDown          | Candice Michelle        | Spear                           | 6:45                    |
| 6            | Jillian Hall            | Team Raw                | Maria                   | Roll Up                         | 7:44                    |
| 7            | Maria                   | Team SmackDown          | Candice Michelle        | German Suplex Pin               | 7:55                    |
| 8            | Candice Michelle        | Team Raw                | Maryse                  | Abandon par Figure Four Leglock | 8:38                    |
| 9            | Maryse                  | Team SmackDown          | Beth Phoenix            | Glam Slam                       | 9:39                    |
| Survivants : | Beth Phoenix (Team Raw) | Beth Phoenix (Team Raw) | Beth Phoenix (Team Raw) | Beth Phoenix (Team Raw)         | Beth Phoenix (Team Raw) |
- Team Orton  (Randy Orton, Cody Rhodes (w/Manu), Mark Henry (w/Tony Atlas), Shelton Benjamin, William Regal (w/Layla El)

def. Team Batista (Batista, CM Punk, Kofi Kingston, Matt Hardy, R-Truth)
| Élimination  | Catcheur                               | Équipe                                 | Éliminé par                            | Manière                                | Temps                                  |
| ------------ | -------------------------------------- | -------------------------------------- | -------------------------------------- | -------------------------------------- | -------------------------------------- |
| 1            | William Regal                          | Team Orton                             | CM Punk                                | GTS                                    | 0:11                                   |
| 2            | R Truth                                | Team Batista                           | Shelton Benjamin                       | PayDirt                                | 7:38                                   |
| 3            | Kofi Kingston                          | Team Batista                           | Randy Orton                            | Springboard DDT                        | 10:45                                  |
| 4            | CM Punk                                | Team Batista                           | Cody Rhodes                            | Rhodes DDT                             | 13:06                                  |
| 5            | Matt Hardy                             | Team Batista                           | Mark Henry                             | World's Strongest Slam                 | 14:22                                  |
| 6            | Mark Henry                             | Team Orton                             | Batista                                | Spear                                  | 14:32                                  |
| 7            | Shelton Benjamin                       | Team Orton                             | Batista                                | Batista Bomb                           | 15:06                                  |
| 8            | Batista                                | Team Batista                           | Randy Orton                            | RKO                                    | 16:13                                  |
| Survivants : | Randy Orton & Cody Rhodes (Team Orton) | Randy Orton & Cody Rhodes (Team Orton) | Randy Orton & Cody Rhodes (Team Orton) | Randy Orton & Cody Rhodes (Team Orton) | Randy Orton & Cody Rhodes (Team Orton) |